# Krupp (betegség)
A krupp (azaz laryngotracheobronchitis vagy heveny obstruktív laryngitis) légúti megbetegedés, amelyet a felső légutak vírusos fertőzése okoz. A fertőzés következtében a gége belsejében duzzanat keletkezik. A duzzanat megzavarja a normál légzést. A krupp tünetei: az „ugató” köhögés, a stridor (sípoló légzés), és a rekedtség. A krupp tünetei lehetnek enyhék, mérsékeltek, vagy súlyosak, és gyakran rosszabbodnak az éjszaka folyamán. A kondíció kezelhető orális szteroid egyszeri adagjával. Esetenként epinefrint alkalmaznak a súlyosabb esetek kezelésére. Kórházi ápolásra ritkán van szükség.
A krupp diagnosztizálása a jelek és tünetek alapján történik, miután a súlyosabb kiváltó okokat (például az epiglottitist vagy a légúti idegen test jelenlétét) kizárták. További vizsgálatok — például vérvizsgálat, röntgen és tenyésztés — többnyire nem szükségesek. A krupp gyakori kondíció és a gyermekek mintegy 15%-ánál megfigyelhető, általában 6 hónapos és 5–6 éves kor között. A tizenévesek és a felnőttek ritkán fertőződnek kruppal.

## Tünetek
| Stridor Stridor kilégzéskor és belégzéskor egy 13 hónapos, krupptól szenvedő gyermeknél Probléma esetén lásd:Médiafájlok kezelése. |

A krupp tünetei többek között az „ugató” köhögés, a stridor (jellemzően belégzéskor hallható sípoló hang), a rekedtség és a nehéz légzés, amely általában az éjszaka folyamán rosszabbodik. Az „ugató” köhögés leírásakor azt gyakran hasonlítják a fóka vagy az oroszlánfóka hívószavához. A sírás tovább súlyosbíthatja a sípoló légzést, a sípolás azt jelentheti, hogy a légutak beszűkültek. A krupp súlyosbodásával a sípolás enyhülhet.
További tünetek lehetnek: láz, orrfolyás (a közönséges meghűlés jellemző tünete), és a bőr behúzódása a bordák között. A nyáladzás vagy a beteges külső megjelenés jellemzően más egészségi állapotokra utal.

## Kiváltó okok
A kruppot többnyire vírusfertőzés következményének tekintik. Vannak, akik szerint a fogalom vonatkozik a laryngotracheitis, a rohamszerű krupp, a laryngeális diftéria, a bakteriális tracheitis, a laryngotracheobronchitis, és a laryngotracheobronchopneumonitis súlyosabb eseteire is. Az első két kondíciót vírus okozza és a tünetek enyhébbek, az utolsó négy bakteriális eredetű és ezek többnyire súlyosabbak.

### Vírusos
Az esetek 75%-ában a parainfluenza vírus, elsősorban annak 1-es és 2-es típusa okozza a kruppot. Esetenként más vírusok is okozhatnak kruppot, többek között az influenza A és B, a kanyaró, az adenovírus és a légúti syncytiális vírus (RSV). A kruppos rohamok (ugatós krupp) okozója ugyanaz a víruscsoport, mint amelyik az akut laryngotracheitist okozza, de nem jár a fertőzés szokásos tüneteivel (például lázzal, torokfájással, és emelkedett fehérvérsejtszámmal). A kezelés és a kezelésre adott válaszreakció ugyanaz.

### Bakteriális
A bakteriális krupp főbb típusai a laryngeális diftéria, bakteriális tracheitis, laryngotracheobronchitis, és laryngotracheobronchopneumonitis. A laryngeális diftériát a Corynebacterium diphtheriae okozza, míg a bakteriális tracheitist, a laryngotracheobronchitist, és a laryngotracheobronchopneumonitist kezdetben vírus idézi elő, majd ezt követi a bakteriális fertőzés. A leggyakrabban közrejátszó baktériumok: a Staphylococcus aureus, a Streptococcus pneumoniae, a Hemophilus influenzae, és a Moraxella catarrhalis.

## Patofiziológia
A vírusfertőzés következménye a duzzadt garat és légcső, és a fehérvérsejtszám emelkedése a nagy légutak nyálkahártyájában. A duzzadás megnehezítheti a légzést.

## Diagnózis
| Tényező                | Erre a tényezőre adott pontszám | Erre a tényezőre adott pontszám | Erre a tényezőre adott pontszám | Erre a tényezőre adott pontszám | Erre a tényezőre adott pontszám | Erre a tényezőre adott pontszám |
| Tényező                | 0                               | 1                               | 2                               | 3                               | 4                               | 5                               |
| ---------------------- | ------------------------------- | ------------------------------- | ------------------------------- | ------------------------------- | ------------------------------- | ------------------------------- |
| Mellkasfal retrakciója | Nincs                           | Enyhe                           | Mérsékelt                       | Súlyos                          |                                 |                                 |
| Stridor                | Nincs                           | Agitáció esetén                 | Nyugalmi állapotban             |                                 |                                 |                                 |
| Cianózis               | Nincs                           |                                 |                                 |                                 | Agitáció esetén                 | Nyugalmi állapotban             |
| Eszmélet szintje       | Normál                          |                                 |                                 |                                 |                                 | Zavart                          |
| Levegő bejutása        | Normál                          | Csökkent                        | Feltűnően csökkent              |                                 |                                 |                                 |

A krupp diagnosztizálása jelek és tünetek alapján történik. Első lépésként ki kell zárni azokat az egyéb kondíciókat, amelyek a felső légutak elzáródását okozhatják. Ezek lehetnek: epiglottitis, légútba került tárgy, subglotticus stenosis, angioedema, retropharyngeal abscess, és bakteriális tracheitis.
Rutin nyaki röntgen nem készül, de ha mégis elvégzik, az mutathatja a légcső szűkületét, amit toronyszerű tünetnek is lehetne nevezni, a szűkület templomtoronyra emlékeztető alakja miatt. Ilyen toronyszerű tünet az esetek felében nem jelentkezik.
A vírus kimutatását célzó vértesztek és vírustenyésztés a légutak felesleges irritációját okozhatják. A pontos kiváltó ok megállapítható orrgarati aspiráció útján nyert vírustenyészet segítségével (az eljárás során cső segítségével váladékot szívnak le az orrból). Ezekkel a tenyészetekkel általában csak a kutatók dolgozhatnak. Ha a szokásos kezelés nem eredményez javulást, további tesztek végezhetőek a baktérium kimutatására.
Súlyossági fokozatok
A krupp súlyossági fokozatának besorolására leggyakrabban alkalmazott rendszer a Westley-skála. Ezt a vizsgálatot többnyire nem a klinikai gyakorlatban, hanem kutatási céllal alkalmazzák. Az összpontszám öt tényezőből tevődik össze: az eszmélet, a cianózis, a stridor, a levegő bejutása, és a retrakció szintjei. Az egyes tényezőkre adott pontokat a jobb oldali táblázat mutatja, és a végleges pontszám 0 és 17 között mozog.
- Ha az összpontszám ≤ 2 , az enyhe kruppot jelent. Az illetőnél lehet ugató köhögés és rekedtség, de nyugalmi állapotban nincs stridor (sipoló légzés).[5]
- 3–5 összpontszám esetén a besorolás mérsékelt krupp — az illetőnél sipoló légzés jelentkezik, és néhány egyéb tünet is.[5]
- 6–11 összpontszám esetén súlyos krupp a besorolás. Ehhez egyértelmű stridor társul, továbbá a mellkasfal behúzódása.[5]
- Ha az összpontszám ≥ 12 , az azt jelenti, hogy légzési elégtelenség léphet fel. Előfordulhat, hogy az ugató köhögés és a sipoló légzés ennél a fokozatnál már nincs jelen.[5]

A sürgősségi osztályra kerülő gyermekek 85%-ánál a megbetegedés enyhe, a krupp súlyosabb esete ritka (<1%).

## Megelőzés
A krupp megelőzhető influenza és diftéria elleni immunizációval (védőoltásokkal).

## Kezelés
A kruppban szenvedő gyermekeket nyugalmi állapotban kell tartani. Rutinszerűen alkalmaznak szteroidokat, súlyosabb esetekben epinefrint. Azoknak a gyermekeknek, akiknél az oxigénszaturáció (a vér oxigéntartalma) 92% alatt van, oxigént kell kapniuk, és a krupp súlyosabb esetében a beteget kórházban kell elhelyezni megfigyelés céljára. Amikor oxigénre van szükség, az úgynevezett „ráfújásos” kezelés javasolt (a gyermek arca elé tartott oxigénforrással), mivel ez kevésbé zaklatja fel őket, mint az oxigénmaszk használata. A kezelést kapott betegek kevesebb, mint 0,2%-ánál van szükség endotracheális intubációra (tubus bevezetése a légcsőbe).

### Szteroidok
A krupp kezelésére alkalmazhatóak kortikoszteroidok, mint például a dexamethasone és a budesonide. Már hat órával a beadás után jelentős javulás érhető el. Bár ezek a gyógyszerek eredményesek akár orálisan (szájon át), akár parenterálisan (injekcióval), akár inhaláció útján beadva, az orális módszert részesítik előnyben. Többnyire egyszeri adag alkalmazása elegendő, és általában meglehetősen biztonságosnak tekintik. Ugyancsak alkalmasnak bizonyul a Dexamethasone 0,15, 0,3 és 0,6 mg/kg-os dózisban.

### Epinefrin
A krupp mérsékelt és súlyos eseteiben hatékony lehet a porlasztásos belélegeztetővel beadott epinefrin (belélegzett vegyület, amely tágítja a légutakat). Míg az epinefrin többnyire 10–30 percen belül csökkenti a krupp súlyosságát, az előnyös hatások csupán kb. 2 órán át tartanak. Ha a javult kondíció a kezelést követő 2–4 órán túl is fennáll és nem lép fel semmilyen komplikáció, a gyermek többnyire elhagyhatja a kórházat.

### Egyéb kezelések
Tanulmányozták a krupp egyéb kezelési módszereit is, de alkalmazásukat nem támasztja alá elégséges bizonyíték. Hagyományos öngyógyítási terápia például a forró gőz vagy párásított levegő belélegzése, de ennek hatékonyságát nem sikerült klinikai vizsgálatokkal igazolni és jelenleg ritkán alkalmazzák. A többnyire dextromethorphant és/vagy guiafenesint tartalmazó köhögéscsillapítók alkalmazása sem javasolt. Habár korábban már alkalmazták a heliox (hélium és oxigén keveréke) belélegzését a légzés megkönnyítésére, nagyon kevés bizonyíték támogatja annak alkalmazását. Mivel a krupp általában vírusos megbetegedés, antibiotikumokat ritkán alkalmaznak, hacsak nem merül fel egyidejűleg a baktérium jelenlétének gyanúja is. A vancomycin és a cefotaxime antibiotikumok javallottak bakteriális fertőzések esetére. Influenza A vagy B fertőzésnek tulajdonítható súlyosabb esetekben vírusellenes neuraminidáz inhibitorok alkalmazhatók.

## Kilátások
A vírusos krupp általában rövid lefolyású betegség; a krupp ritkán végződik halállal légzési elégtelenség és/vagy szívroham következtében. A tünetek többnyire két napon belül javulnak, de eltarthatnak akár hét napig is. A további ritka komplikációk között szerepel a bakteriális tracheitis, a tüdőgyulladás és a tüdővizenyő.

## Epidemiológia
A gyermekek mintegy 15%-a – általában 6 hónapos és 5–6 éves kor között – fertőződik meg kruppal. Ebben a korcsoportban a kórházban elhelyezett gyermekek körülbelül 5%-át kezelik kruppal. Ritka esetben előfordul, hogy még csak 3 hónapos vagy már 15 évesnél is idősebb gyermek szenved kruppban. A betegség a fiúk körében 50%-kal nagyobb gyakorisággal fordul elő, mint a lányok körében; a krupp az őszi hónapokban gyakoribb.

## Történet
A krupp az angol croup szóból, a korai modern angol croup igéből ered, jelentése „rekedtes sírás”. Az elnevezést a betegségre Skóciában használták először és a 18. században terjedt el széles körben. A diftériás kruppot már a homéroszi idők óta ismerjük az ókori Görögországból. A vírusos krupp és a diftéria okozta krupp között Bretonneau tett különbséget 1826-ban. A franciák a vírusos kruppnak az „álkrupp” nevet adták, míg a „krupp” nevet a diftériabaktérium által okozott betegségre használják. A hatékony immunizáció kifejlesztése nyomán a diftéria okozta krupp mára már szinte ismeretlen.

## Fordítás
- Ez a szócikk részben vagy egészben  a   Croup című egyszerűsített angol Wikipédia-szócikk ezen változatának fordításán alapul.  Az eredeti cikk szerkesztőit annak laptörténete sorolja fel. Ez a jelzés csupán a megfogalmazás eredetét és a szerzői jogokat jelzi, nem szolgál a cikkben szereplő információk forrásmegjelöléseként.